# Palmarola
Palmarola est une petite île appartenant à l'archipel des Îles Pontines, dans la mer Tyrrhénienne. Elle se trouve à 7,2 km à l'ouest de Ponza. C'est la deuxième île de l'archipel par la taille après celle-ci.
Palmarola est une réserve naturelle protégée qui est habitée uniquement en période estivale. Actuellement en 2007 seul un habitant réside toute l'année sur l'île.

## Histoire
L'île est fréquentée dès la Préhistoire. L'obsidienne en provenant diffuse jusque dans le sud de la France et dans le sud de l'Italie,.
Le pape Silvère fut exilé et mourut sur l'île de Palmarola.[réf. nécessaire]